# Hvězdárna Zlín
Hvězdárna Zlín je hvězdárna v okrajové části města Zlína na Lesní čtvrti, v areálu zlínského gymnázia a v přímém sousedství lesa. Byla slavnostně otevřena 9. ledna 2004 a provozuje ji Zlínská astronomická společnost (ZAS).
ZAS se věnuje hlavně popularizaci astronomie. Pořádá pravidelná pozorování oblohy pro veřejnost, odborné přednášky, pořady pro školy a astronomický kroužek.

## Vybavení hvězdárny
Na pozorovací terase s odsuvnou střechou jsou na společné montáži umístěny dva dalekohledy:
- menší čočkový dalekohled (refraktor) s průměrem objektivu 130 mm a ohniskovou vzdáleností 1950 mm a
- Newtonův zrcadlový dalekohled (reflektor) s průměrem hlavního zrcadla 270 mm a ohniskovou vzdáleností 2150 mm.

Mezi další pozorovací vybavení patří několik dalších dalekohledů a TC245 CCD kamera.
Hvězdárna je vybavena také odbornou knihovnou, promítací technikou pro přednášky a samozřejmě softwarem pro zpracovávání snímků i pro přesnou orientaci na obloze.

## Historie
První, provizorní dřevěná hvězdárna byla slavnostně otevřena 6. června 1953. Stávala v místech dnešního prvního pavilonu zlínského gymnázia, tedy o několik metrů níž než současná. Dlouho byla určena k likvidaci, k níž došlo s rekonstrukcí gymnázia v polovině srpna roku 2002. Původní dalekohled (Newtonův zrcadlový dalekohled) byl zcela zrekonstruován a nyní slouží nové hvězdárně.